# Luis Royo
Luis Royo, född 1954 i Olalla, Teruel, Spanien, är en spansk fantasykonstnär. Han började ställa ut målningar 1972 och från 1980 har hans teckningar publicerats i fantasymagasin.